# 8 字符

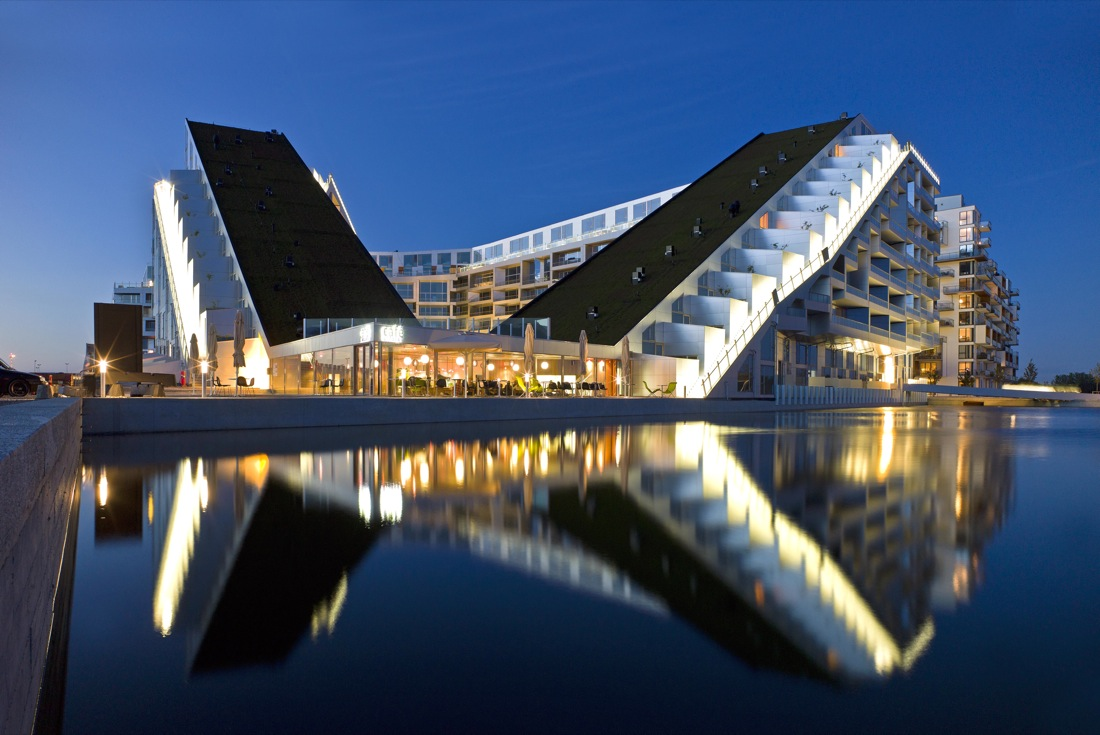
8 字符在夜間的映射

8 字符（丹麥語：8 Tallet，又稱Big House）是丹麥著名設計師比亚克·英厄尔斯（Bjarke Ingels）所設計的多元化建築，它集合了購物區、商務與住宅等元素在一起，加之獨特的建築設計，自2006年成為世界建築界的關注點。
8 字符坐落於丹麥哥本哈根的厄勒斯塔兹（哥本哈根的一个开发区），在國際上屢獲榮譽，世界建築節的評審委員會更曾評價8 字符完全顛覆了傳統意義上的建築模式，堪稱建築界的傑作。

## 設計

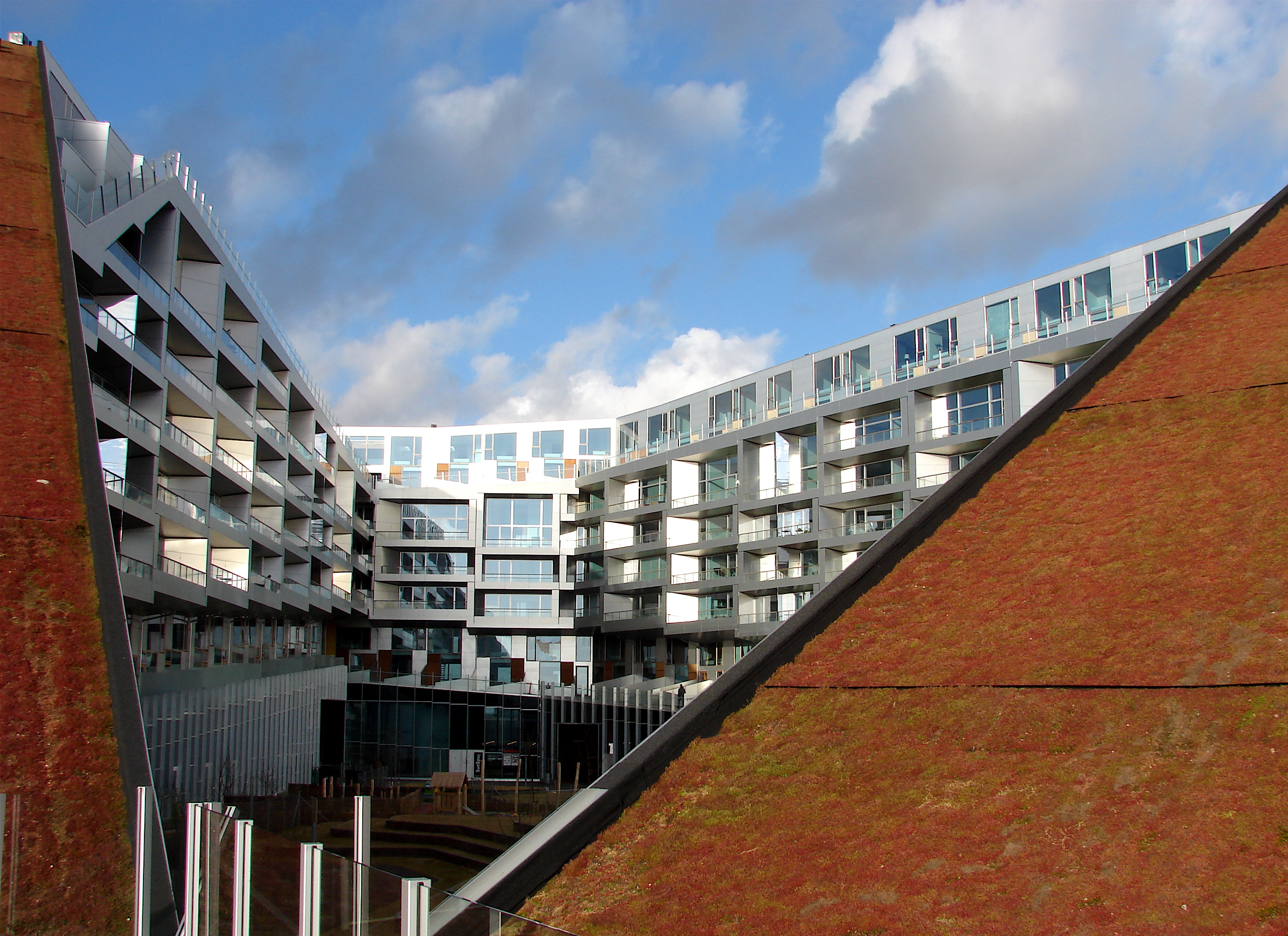
8 字符

近年來，愈來愈多的國家認識到資源被人類大量耗費的問題，於是環保的議題便一直備受國際關注。而北歐國家在環保議題上一直非常重視，其中丹麥更全面廢核、大力建設可重生能源，推動國家的環保發展。在此等情況下所產生的丹麥建築，便是既能融合環保又能達到實用效果的建築模式。而8 字符便是能乎合條件的建築。
8 字符建於2010年，是丹麥最大的私人開發項目，其建築面積達到650000平方英尺，擁有住宅套房476套、頂層豪華套房和花園式的別墅。8 字符是一種多元化的建築，它結合了購物區、商務寫字樓與住宅等元素，大大提高了居民的生活便利，而且住宅區的設計能達到充足的陽光視野，確保每位居民都能夠得到「日照權」。其次，8 字符的1,500平方米的公共設施和場所，大多均為「綠色」地帶，讓居民能夠得到接觸大自然的感覺。而在設計同時，設計師亦考慮到哥本哈根缺乏山坡，並希望節能減碳，因此8 字符擁有約1,700平方米的坡式樓頂，可以緩解熱島效應。
除此之外，8 字符的一公里內外相連的通道使能夠使居民輕易在各樓群中穿梭，而且其斜坡通廊的設計使居民能夠使用自行車往返樓層公寓，這也乎合丹麥人喜歡騎自行車的環保生活態度，同時也促進了居民之間的交流。

## 評價
世界建築節（World Architecture Festival）的評審委員會在頒發「2011年世界最佳住宅建築」時曾評價：
「8 字符」堪稱建築界的傑作，它顛覆了傳統意義上的建築模式——將購物、商務寫字樓、及居住等功能巧妙的結合起來，屋頂緩緩坡起的通道為居民提供了更多的交流互動機會。
哈芬登郵報（The Huffington Post）評價：
這是最近10年內（2001-2010）世界最重量級的建築作品。 

## 獎項
- 世界建築節：2011年世界最佳住宅建築[10]
- 斯堪的納維亞的屋頂綠化協會：斯堪的納維亞綠色屋頂獎[11]
- 哈芬登郵報：2001-2010年十大建築獎[9]
- 美國建築師學會（AIA）：2012建築榮譽獎[12]

## 圖庫

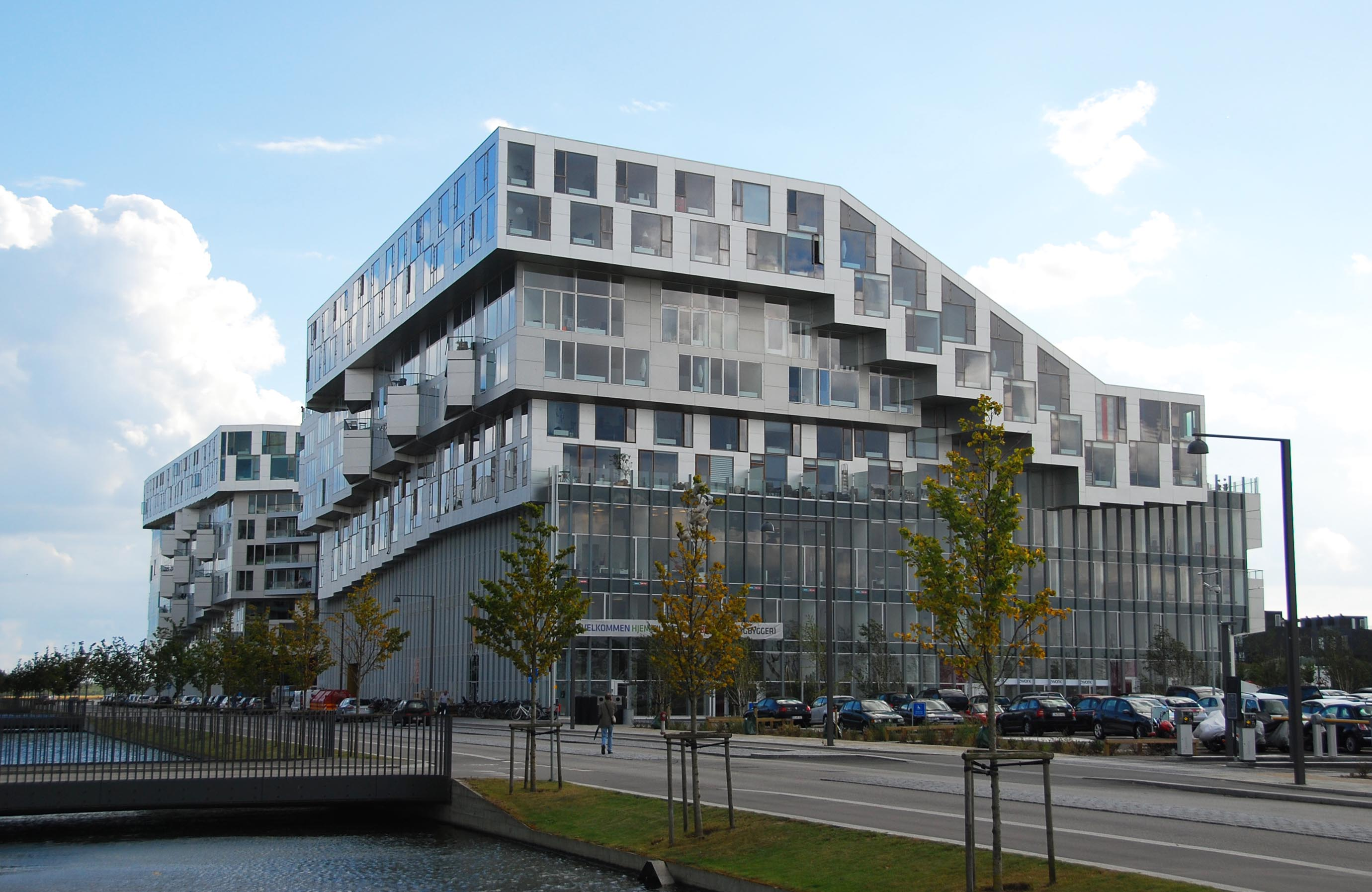
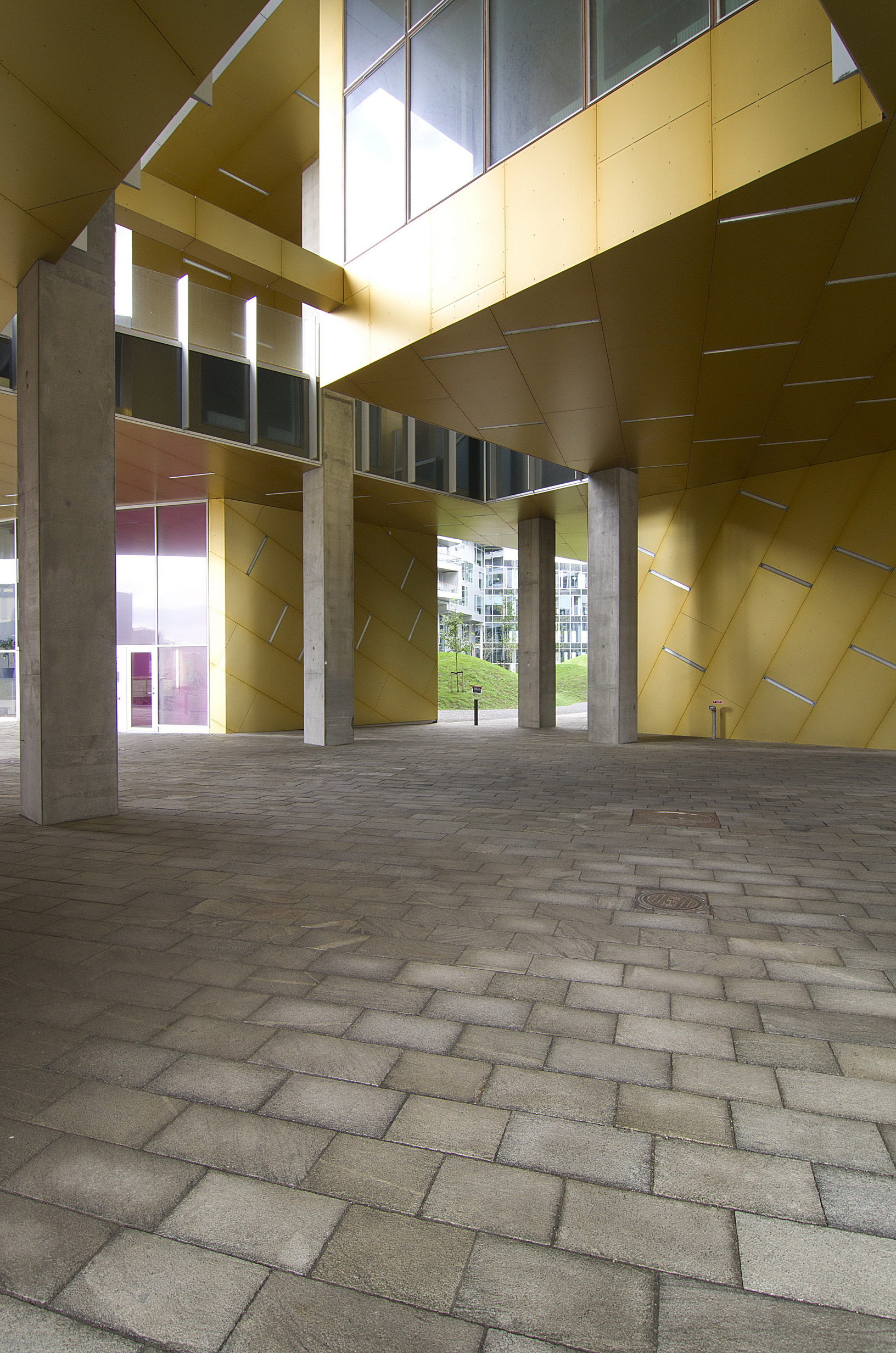
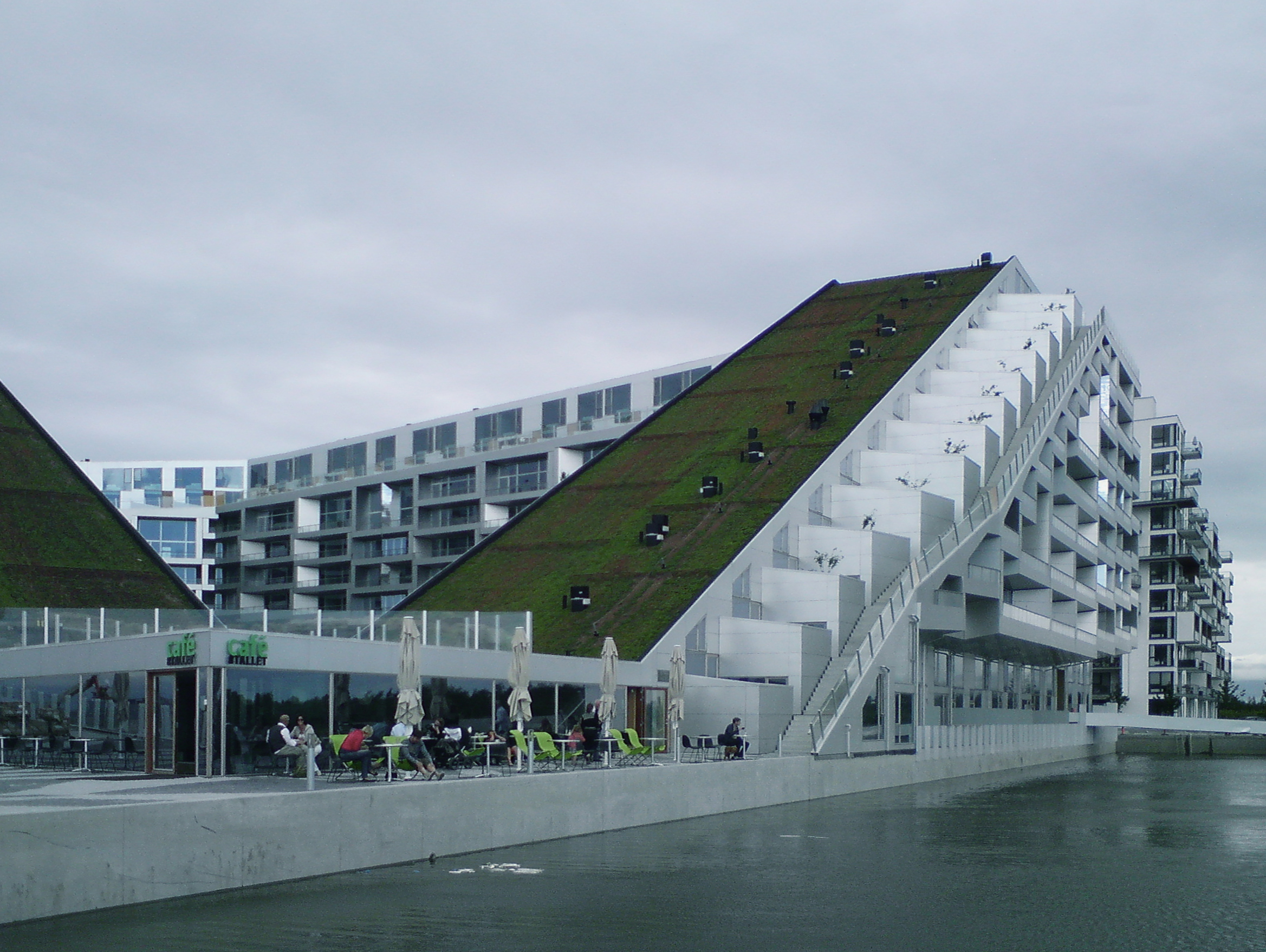

## 書籍
- Bjarke Ingels, Yes is More: An Archicomic on Architectural Evolution (exhibition catalogue), Copenhagen 2009, ISBN 9788799298808

## 資料來源
1. 1 2  "丹麥建築師摘取民用建築設計桂冠" （页面存档备份，存于）, 丹麥官網
2. ↑  "布雅克•恩科斯" （页面存档备份，存于）, 丹麥官網
3. ↑  .   [2015-05-13]. （原始内容存档于2019-02-15）.
4. ↑  .   [2015-05-13]. （原始内容存档于2015-05-18）.
5. ↑  . 2013-05-15  [2015-05-13]. （原始内容存档于2015-05-18）.
6. ↑  "Scandimania,Denmark" （页面存档备份，存于）, Channel 4
7. ↑  . 2012-01-10  [2015-05-13]. （原始内容存档于2015-05-18）.
8. ↑  .   [2015-05-13]. （原始内容存档于2015-05-06）.
9. 1 2  Jacob Slevin, "10 Best Architecture Moments of 2001-2010" （页面存档备份，存于）, Huffington Post, 23 December 2010. Retrieved 12 October 2012.
10. ↑  "Day two winners announced" （页面存档备份，存于）, World Architecture Festival. Retrieved 11 October 2012.
11. ↑  "BIG architects: 8 house wins green award" （页面存档备份，存于）, Designboom. Retrieved 11 October 2012.
12. ↑  "AIA Award 2012 for BIG's 8 House" （页面存档备份，存于）, DAC. Retrieved 11 October 2012.

55°36′59.9″N 12°34′18″E / 55.616639°N 12.57167°E